# Ottone I di Sassonia (duca)
Ottone I di Sassonia o Oddo, noto anche come Ottone l'Illustre (851 circa – 30 novembre 912) fu duca di Sassonia, dall'880 fino alla morte.

## Biografia
Era figlio minore di Liudolfo di Sassonia e di Oda di Billung, Ottone successe nel ducato a suo fratello maggiore Bruno di Sassonia dopo la sua morte in battaglia nell'880 contro i danesi, caduto assieme al vescovo di Minden Teodorico e il vescovo di Hildesheim Markward. La sua famiglia prese il nome dinastico di Liudolfingi proprio dal nome del padre e di Ottoni dopo l'ascesa al trono imperiale del nipote Ottone.
Da un atto del re Ludovico il Giovane del 26 gennaio 877, il pago Suththuringa, del sud della Turingia è indicato come essere inserito nella contea di Ottone, in comitatu Ottonis. In un altro documento del 28 gennaio 897, Ottone è definito marchio. Vitichindo di Corvey lo chiama magni ducis Oddonis, quando descrive il matrimonio della sorella Liutgarda di Sassonia con Ludovico il Giovane.
Ottone lasciò raramente la Sassonia, era un principe regionale sottoposto a due re, Luigi il Giovane e Arnolfo di Carinzia, con i quali fu in buoni rapporti e che raramente interferirono nei suoi territori. In Sassonia, Ottone, di fatto, esercitò poteri reali, fra l'altro, sottopose a tributi le limitrofe tribù slave. Combatté in Italia nell'884 e fu nominato governatore di Milano. Ottone fu tutore di Ludovico IV il Fanciullo.
Secondo Vitichindo di Corvey, a Ottone fu offerta la corona di Germania, dopo la morte di Ludovico IV il Fanciullo, nel 911, ma egli la rifiutò a causa dei suoi già pressanti doveri, suggerendo di eleggere Corrado I di Franconia. Questa narrazione di Vitichindo di Corvey è ritenuta incerta.
Nella sua Chronicon, Tietmaro, vescovo di Merseburg, indica la morte di Ottone avvenuta il 30 novembre senza tuttavia darne l'anno.
La necrologia di Merseburg registra la morte il 30 novembre di Oddo vient pater Heinrici REGIS Saxonum. Ottone I di Sassonia è inumato nell'abbazia di Gandersheim.

## Famiglia e figli
Ottone sposò Edvige di Babenberg (856 - 24 dicembre 903), figlia di Enrico di Franconia, della dinastia dei Popponidi/Babenberg di Franconia, e d'Ingeltrude, probabile figlia di Eberardo del Friuli e di Gisella, figlia di Ludovico il Pio. La necrologia di Fulda registra la morte di Edvige di Babenberg nel 903, mentre la necrologia di Merseburgo la registra per il 24 dicembre. Dall'unione di Ottone con Edvige nacque:
- Enrico I di Sassonia, noto anche come Enrico l'Uccellatore (Heinrich der Finkler) per la sua passione di cacciare col falcone;
- Oda, che sposò in prime nozze il re dei Franchi Orientali Sventibaldo di Lotaringia, sposò in seconde nozze il conte Gerardo di Metzgau[12] ed in terze nozze Eberardo di Franconia;
- Mechthilde di Sassonia, nata intorno all'890, sposata nel 905 Baldovino II di Cleves (888-928), conte di Cleves[13];
- Liudolfo († 912), che ebbe un figlio di come Eccardo († 25 settembre 936)[12][14] (il quale, per superare l'avversario di Ermanno Billung, subito dopo la vittoria di quest'ultimo contro i boemi di Boleslao, li attaccò nuovamente attraversando la palude che separava il campo sassone dalla fortezza nemica, trovando la morte assieme a diciotto "uomini scelti" dell'esercito[14]), il quale generò Gunther, margravio di Meissen[15] della stirpe degli Eccardingi;
- Tankmaro  († 912);
- Liutgarda (Dodica) di Sassonia († 923), badessa di Gandersheim dal 919 al 923, come tre delle sue zie prima di lei;
- Ermenburg (Irminburg). che sposò Sigfrido di Merseburgo.

## Ascendenza
|                      |         |                | Genitori |  |  | Nonni |  |  | Bisnonni |  |
|                      |         |                |          |  |  | Bruno |  |  | …        |  |
|                      |         |                |          |  |  | Bruno |  |  | …        |  |
|                      |         | …              |          |  |  | Bruno |  |  |          |  |
| Liudolfo di Sassonia |         |                |          |  |  | Bruno |  |  |          |  |
|                      |         | Gisla di Verla | …        |  |  |       |  |  |          |  |
|                      |         | Gisla di Verla | …        |  |  |       |  |  |          |  |
|                      |         | Gisla di Verla | …        |  |  |       |  |  |          |  |
| Ottone I di Sassonia |         | Gisla di Verla |          |  |  |       |  |  |          |  |
|                      | Billung | …              |          |  |  |       |  |  |          |  |
|                      | Billung | …              |          |  |  |       |  |  |          |  |
|                      | Billung | …              |          |  |  |       |  |  |          |  |
| Oda di Billung       | Billung |                |          |  |  |       |  |  |          |  |
|                      |         | …              | …        |  |  |       |  |  |          |  |
|                      |         | …              | …        |  |  |       |  |  |          |  |
|                      |         | …              | …        |  |  |       |  |  |          |  |
|                      |         | …              |          |  |  |       |  |  |          |  |